# В родном городе (повесть)
«В родно́м го́роде» — повесть Виктора Некрасова, рассказывающая о судьбе фронтовика, вернувшегося после ранения в Киев. Впервые опубликована в 1954 году в журнале «Новый мир», а через год издана отдельной книгой в издательстве «Молодая гвардия». «Краткая литературная энциклопедия» писала, что: «отвергая каноны „бесконфликтной“ прозы, Некрасов показал, с какими внутренними трудностями его герой Николай Митясов находит своё место в послевоенном мире». По мнению Д. Быкова, повесть оказалась едва ли не большей сенсацией, чем «Окопы». В 1976 году массово изъята из оборота и большей частью изданные тиражи были уничтожены.

## Содержание
Николай Митясов, который служил разведчиком, после окончания войны возвращается в Киев, где он должен продолжить лечение после ранения, полученного в 1944 году. Прибыв в город, Николай понял, что его жена Александра из-за мамы, прикованной к постели, во время оккупации находилась в городе. Александра вышла замуж за другого мужчину. И вышло это после долгого ухаживания за больным человеком. В итоге рассказывается о жизни Николая и о том, какая у него сложилась жизненная судьба.

### Время и место действия
Киев после Великой Отечественной войны.

### Автобиографичность
Герой повести капитан Митясов, как и сам В. Некрасов, вернулся в свой любимый город и увидел страшную картину военной разрухи. В своей повести Виктор Некрасов назвал главного героя именем фронтового друга.

## Мнения и оценки
В 1955 году в Доме литераторов писатели обсуждали прозу за 1954 год и самой яркой вещью минувшего года признавали повесть «В родном городе». По мнению литературоведа Анатолия Тарасенкова, данная повесть по литературным достоинствам выше романа А. Рыбакова[какого?].
Одновременно с этим повесть несла в себе «оттепельное» веяние и в связи с этим получила нападки от властей.

## Экранизация
Фильм «Город зажигает огни», снятый на «Ленфильме» режиссёром Владимиром Венгеровым, создан по мотивам повести «В родном городе». Премьера фильма состоялась 21 июля 1958 года.

## Театральные постановки
2025 — СТИ (Москва). Реж. Сергей Женовач